# Iron Palm
Iron Palm (아이언 팜?, Aeion PamLR), noto anche con il titolo internazionale Happiness Does Not Come in Grades, è un film del 2002 diretto da Yook Sang-hyo.

## Trama
Un ragazzo, Iron Palm, si mette alla ricerca di Ji-ni, la ragazza di cui era innamorato e che era scomparsa improvvisamente.

## Distribuzione
In Corea del Sud la pellicola ha goduto di una distribuzione a livello nazionale, a partire dal 19 aprile 2002.